# Pond Eddy (Nueva York)

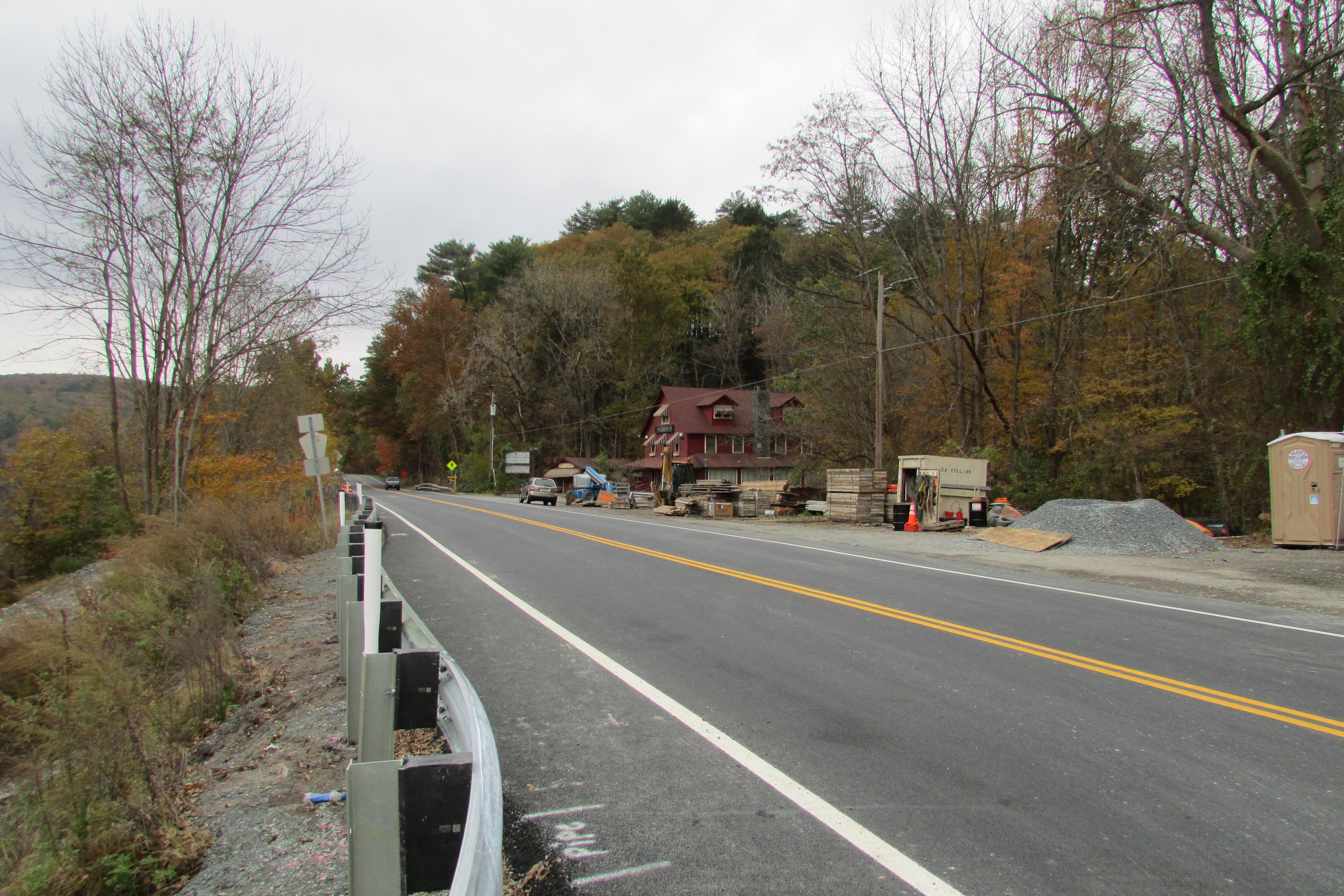
Pond Eddy (Nueva York)

Pond Eddy es una aldea  en el condado de Sullivan,  en Nueva York, Estados Unidos. La comunidad está localizada a lo largo del Río Delaware y Ruta estatal 97 del estado de Nueva York. El  puente Pond Eddy conecta la aldea con la comunidad de Pond Eddy, en Pensilvania, la cual solo le puede acceder a través del puente. Pond Eddy tiene una oficina de correos con código ZIP 12770.